# Насосная станция с двумя водонапорными башнями
Насосная станция с двумя водонапорными башнями — гидротехнический комплекс на участке железнодорожной станции Купино в Новосибирской области.

## Описание
Ориентированную на юго-восток башню возвели в 1914 году наёмные китайские работники во время строительства Кулундинской железной дороги (Татарская — Славгород) — ответвления Транссибирской магистрали; обращённую на северо-запад башню и насосную станцию — в 1922 году.
Круглые в плане башни различаются по высоте и пропорциям, однако схожи по стилю. С северо-восточной и юго-западной сторон к ним примыкают две одноэтажные и прямоугольные в плане постройки, выполненные из кирпича размером 24 × 12 × 6 см, толщина их стен составляет 64 см. Они соединены между собой переходом в месте башенных входов.
Вход насосной станции обращён на юго-восток. Юго-западная пристройка оштукатурена, а северо-восточная облицована рустом. Для надоконного завершения использован клинчатый кирпич с замковым камнем. В юго-восточной башне через ярусы проходит металлическая лестница, которая опирается на прикреплённые к стене консоли из железобетона. Деревянная лестница в юго-восточной башне крепится к стене. Каждую башню завершает восьмигранный купол, увенчанный светоаэрационным фонарём с трубами, идущими от водоподогревателей.
В районе первого яруса башни отделаны горизонтальным рустом, во втором и третьем использована лицевая кирпичная кладка. Во втором ярусе башни соединены кирпичным переходом, на уровне третьего яруса — невысоким деревянным. Три ряда окон северо-западной башни размещены с четырёх сторон по двум осям, которые пересекаются под прямым углом.
При строительстве менее высокой юго-восточной башни был использован кирпич 27 × 13 × 6 см, для северо-западной — 24 × 12 × 6 см. Водоёмный бак северо-западной башни — 120 м³, юго-восточной — 90 м³.